# 张晓麟
张晓麟（1961年11月—），男，汉族，安徽宿松人，中华人民共和国政治人物。安徽工商管理学院工商管理专业毕业。

## 生平
1980年7月，在芜湖师专（2005年并入安徽师范大学）中文专业学习。1982年7月参加工作，任宿松中学老师。1985年4月，任宿松县中学团委副书记。1986年12月加入中国共产党。1987年1月，任共青团宿松县委副书记。1990年8月，任共青团宿松县委书记。1992年7月，任共青团安徽省委青农部科长。1995年7月，任共青团安徽省委青农部副部长。1996年10月，任共青团安徽省委办公室主任（其间：1994年8月至1996年12月参加中央党校函授经济管理专业学习，1997年9月至1998年12月挂职担任中共界首市委副书记）。
1998年12月，任中共合肥市西市区区委副书记、代区长、区长。2001年5月，任中共长丰县委书记（其间：2000年4月至2002年12月参加安徽工商管理学院工商管理硕士同等学历教育学习，2003年9月至2003年11月挂职担任中共江苏省昆山市委副书记）。2004年3月，任中共合肥市委常委、市委政法委书记、长丰县委书记、县人大常委会主任。2004年5月，任中共合肥市委常委、市委政法委书记。2006年9月，任中共合肥市委常委、市委秘书长。2007年8月，任中共合肥市委常委、市政府常务副市长。2010年11月，任中共马鞍山市委副书记、副市长、代市长（2011年1月当选市长）。2013年8月，任中共马鞍山市委书记。2016年8月，不再担任中共马鞍山市委书记。2017年1月，其安徽省人大代表资格被终止。2017年4月，遭贬任中共安徽省委党史研究室副巡视员。2018年3月，被免去省委党史研究室副巡视员职务。
2013年，被选为第十二届全国人民代表大会安徽地区代表。